# Веретье (Рязанская область)
Веретье — село в Федотьевском сельском поселении Спасского района Рязанской области.

## География
Село расположено примерно в 30 км к северу от районного центра. Ближайшие населённые пункты — деревня Велье-Родионовка к западу, село Городное к востоку и посёлок Лесхоз к югу.

## История
Деревня Веретье впервые упоминается в писцовых книгах за 1629 год. В окладных книгах за 1676 год указано, что в Веретье имеется церковь Николая Чудотворца. В приходе этой церкви значился один дворянский двор, пятьдесят крестьянских и восемь бобыльских. В 1815 году деревянная Никольская церковь сгорела от удара молнии. Вместо неё была построена новая каменная церковь, освящённая в 1825 году.
В 1905 году село относилось к Веретьинской волости Спасского уезда Рязанской губернии и имело 214 дворов при численности населения 1454 человек.

## Усадьба Веретье
Усадьба основана во второй половине XVII - в последней четверти XVIII века и принадлежала княжне М.М. Щетининой. В середине XIX века гвардии полковнику М.Д. Маслову (г/р 1820), женатому на Е.П. Алферовой (ум. до 1857) и далее их наследникам.
Сохранилась заброшенная Никольская церковь 1820-1825 годов в стиле классицизм, построенная вместо прежней деревянной. Усадебные здания и колокольня храма утрачены.

## Население
| 1859 | 1897  | 1906  | 2010 |
| ---- | ----- | ----- | ---- |
| 812  | ↗1281 | ↗1454 | ↘177 |

## Транспорт и связь
В селе имеется одноимённое сельское отделение почтовой связи (индекс 391055).